# TD50
Em toxicologia, a dose tóxica mediana (TD50) de uma droga, fármaco ou toxina representa a dosagem administrada capaz de provocar toxicidade em 50% dos casos. Para que esse valor tenha utilidade na prática clínica, o tipo de toxicidade deve ser especificado.
Como a toxicidade não necessariamente provoca letalidade, a TD50 geralmente é menor que a dose letal mediana (DL50), mas ao mesmo tempo maior que metade da concentração da dose efetiva (ED50). No entanto, como a toxicidade é apresentada como superior ao acima do limite efetivo, a TD50 costuma ser maior que a ED50. Se o resulta>do de um estudo a respeito de uma substância descobrir efeitos tóxicos potenciais que não resultem em morte, o grau de toxicidade é classificado em forma de TD50.
Para avaliar a toxicidade de determinado composto, são analisados dois fatores principais: a possibilidade do efeito terapêutico de uma substância como potencialmente tóxico (como em alguns quimioterápicos); e no consumo concomitante de drogas, pois pode ocorrer interações que alterem os níveis padrões da TD50 de cada substância.